# Levie
Levie (en cors Livia) és un municipi francès, situat a la regió de Còrsega, al departament de Còrsega del Sud. L'any 1999 tenia 696 habitants.

## Demografia
| 1962 | 1968  | 1975 | 1982 | 1990 | 1999 |
| ---- | ----- | ---- | ---- | ---- | ---- |
| 886  | 1.002 | 912  | 752  | 781  | 696  |

## Administració
| Període | Identitat        | Partit | Qualitat |  |
| ------- | ---------------- | ------ | -------- |  |
| 2001-   | Vincent Gallucci |        |          |  |

## Personatges il·lustres
- Paulu-Battistu Halter, pilot de ral·lis.